# 宋宇軒
宋宇軒（1989年12月5日—）為臺灣籃球教練、前運動員，場上主打後衛位置。

## 生平
宋宇軒來自彰化縣和美鎮，國中二年級參加盃賽時被屏東高中籃球隊教練金亦清挖掘，自此踏上籃球路。2012年8月在超級籃球聯賽新人選秀會第一輪第三順位被金門酒廠選入。第十四季超級籃球聯賽繳出場均9.7分、2.2籃板、1.1助攻以及投籃命中率45.14%的表現拿下年度第六人殊榮。2018年5月以2+1年的合約轉戰臺北達欣工程。2019年臺北達欣工程解散後轉往中國大陸發展。2020年7月加盟P. LEAGUE+新竹攻城獅。2024年7月31日，新竹御嵿攻城獅宣布宋宇軒退役轉任體能助理教練。2025年8月4日，新竹御嵿攻城獅宣布與體能教練宋宇軒合約期滿不續約。

## 生涯數據

### P. LEAGUE+

#### 例行賽
| 賽季    | 球隊           | GP | MPG   | 2P%   | 3P% | FT%   | RPG | APG | SPG | BPG | PPG |
| ------- | -------------- | -- | ----- | ----- | --- | ----- | --- | --- | --- | --- | --- |
| 2020–21 | 新竹街口攻城獅 | 10 | 09:47 | 48.65 | 40  | 76.92 | 0.8 | 1   | 0.3 | 0.1 | 5.2 |

## 外部連結
- 宋宇軒的Facebook專頁
- 宋宇軒的Instagram帳戶
- 宋宇軒在P. LEAGUE+官網
- 宋宇軒在超級籃球聯賽官網
- 宋宇軒在Eurobasket.com（球員）（英语）